# Узагальнена сприйнятливість
Узагальнена сприйнятливість — характеристика лінійного відклику термодинамічної системи на збурення.
Якщо на систему діє сила {\displaystyle f(t)}, то, згідно з принципом Лешательє-Брауна, вона викликає в системі сили, що намагатимуться зменшити її наслідки. В загальному випадку при малих прикладених силах відклик будь-якої термодинамічної системи буде лінійним і вібуватиметься з певним запізнюванням
{\displaystyle {\bar {x}}(t)=\int _{0}^{\infty }\alpha (\tau )f(t-\tau )d\tau },
де {\displaystyle {\bar {x}}} — середній відклик системи, {\displaystyle \alpha (t)} — певна функція часу.
Узагальненою сприйнятливістю називають величину
{\displaystyle \alpha (\omega )=\int _{0}^{\infty }\alpha (t)e^{i\omega t}dt}
Під означення узагальненої сприйнятливості підпадають звичні поляризовність і магнітна сприйнятливість, а також багато інших величин.
Узагальнена сприйнятливість — комплексна величина:
{\displaystyle \alpha (\omega )=\alpha ^{\prime }(\omega )+i\alpha ^{\prime \prime }(\omega )}
Уявна частина сприйнятливості описує процеси дисипації енергії.
Дійсну й уявну частини узагальненої сприйнятливості зв'язуть між собою співвідношення, аналогічні співвідношенням Крамерса-Кроніґа:
{\displaystyle \alpha ^{\prime }(\omega )-1={\frac {1}{\pi }}{\mathcal {P}}\int _{-\infty }^{\infty }{\frac {\alpha ^{\prime \prime }(x)}{x-\omega }}dx,}
{\displaystyle \alpha ^{\prime \prime }=-{\frac {1}{\pi }}{\mathcal {P}}\int _{-\infty }^{\infty }{\frac {\alpha ^{\prime }(x)-1}{x-\omega }}dx}

## Приклад
Розглянемо гармонічний осцилятор із згасанням {\displaystyle \gamma } та зовнішнім збуренням {\displaystyle h(t)},
{\displaystyle {\ddot {x}}(t)+\gamma {\dot {x}}(t)+\omega _{0}^{2}x(t)=h(t).\,}
Тоді комплексу узагальнену сприйнятливість можна визначити через пуретворення Фурье:
{\displaystyle {\tilde {\chi }}(\omega )={\frac {{\tilde {x}}(\omega )}{{\tilde {h}}(\omega )}}={\frac {1}{\omega _{0}^{2}-\omega ^{2}+i\gamma \omega }}.\,}